# Лапи џамија у Приштини
Лапи џамија (алб:Xhamia e Llapit) је џамија која се налази у северном периферном делу старог града Приштине. Изграђена је 1470. или 1551. године у османском стилу архитектуре.

## Оснивање
Када је почела изградња мунаре, католици су је два пута уништили преко ноћи. Археолошка ископавања никада нису обављена и вероватно би расветлила настанак грађевине. Џамија је континуирано функционисала као богомоља и место за молитву све до 1999. године, када је спаљена, а потом напуштена.
Састоји од саме џамије са мунаром, дворишта са околним зидовима на северу и западу, места за абдест, која се налази унутар околног зида. Основа џамије је димензија 11,5 х 11 м. Њени зидови су дебели 1,5 м и зидани су од тесаног пешчара и обложени малтером, а мунара је изграђена на исти начин. Просторију џамије дели купола коју подупире осмоугаоник. Прелаз са основе на осмоугао остварен је педантиком.
Унутрашњост џамије се истиче по постољима који почињу у нивоу земље и подржавају осмоугаону куполу изнад квадратне просторије, што је ову џамију чинило посебном. Ентеријер је украшен живописним муралима, међу којима доминирају цветни мотиви. Ови цртежи су високо цењени од стране стручњака за исламску уметност као ретка и јединствена дела 16. века.

## Историјат
Верује се да ју је саградио Рамадан-паша, а по њему је названа Рамаданска џамија, а историјски гледано позната је под именом Рамазанска џамија и припада османском периоду. Већина документарних доказа сведочи да је овај џамија саграђена 1470. године, међутим, 1996. године у дворишту је пронађена мермерна плоча која упућује на други датум изградње (Хиџра 959, односно 1551. године). Према списима једног путописца, ова џамија је првобитно била хришћанска црква.
Џамија је обновљена осамдесетих година 20. века. Током Рата на Косову и Метохији је спаљена.  Иако нису потпуно уништена, дрвена врата, прозори и детаљи ентеријера су изгорели. Цела унутрашња површина је била прекривена чађом и блатом, а под у крхотинама. Од 1999. године џамија је била без врата и прозора. Двориште је углавном изгубило свој првобитни изглед и користи се као паркинг. Михраб, минбер и махвили унутар џамије су у потпуности уништени у пожару. Михраб је био украшен шареним геометријским орнаментима. Проповедаоница је зидана од камена и касније је обложена шперплочом. Махвили је саграђен од дрвета.
Године 2009. џамија је реновирана. Унутрашњост је очишћена, дрвени елементи ентеријера, врата и прозори су обновљени по оригиналном моделу, а такође обновљен је и под. Мурале су рестаурирали и сачували стручњаци у овој области, користећи савремене материјале. У дворишту су уколњене цигле, а фасада је поправљена традиционалним кречним премазом.